# Periyakulam
Periyakulam é uma cidade e um município no distrito de Theni, no estado indiano de Tamil Nadu.

## Geografia
Periyakulam está localizada a 10° 07′ N, 77° 33′ L. Tem uma altitude média de 282 metros (925 pés).

## Demografia
Segundo o censo de 2001,  Periyakulam  tinha uma população de 42,039 habitantes. Os indivíduos do sexo masculino constituem 50% da população e os do sexo feminino 50%. Periyakulam tem uma taxa de literacia de 76%, superior à média nacional de 59.5%: a literacia no sexo masculino é de 82% e no sexo feminino é de 69%. Em Periyakulam, 10% da população está abaixo dos 6 anos de idade.